# Macchia nera I
Macchia nera I è un dipinto a olio su tela (100x130 cm) realizzato nel 1912 dal pittore Vasilij Kandinskij.
È conservato nel Museo di Stato Russo di San Pietroburgo.